# José de Granda González
José de Granda González fou un polític espanyol, diputat i senador a Corts Espanyoles durant la restauració borbònica.
Membre del Partit Liberal Fusionista, quan el maig de 1882 va dimitir del seu escó Manuel González Llana, diputat escollit pel districte de Dolors a les eleccions generals espanyoles de 1881, el va substituir. A les eleccions generals espanyoles de 1884 fou elegit diputat pel districte de Santa Clara (Cuba), i a les eleccions generals espanyoles de 1886 fou elegit diputat novament pel districte de Dolors. Després fou senador per la província de L'Havana (Cuba) en 1891 i per la província de Puerto Principe (Cuba) en 1893 i en 1894-1895.